# St. Michael (Euerbach)

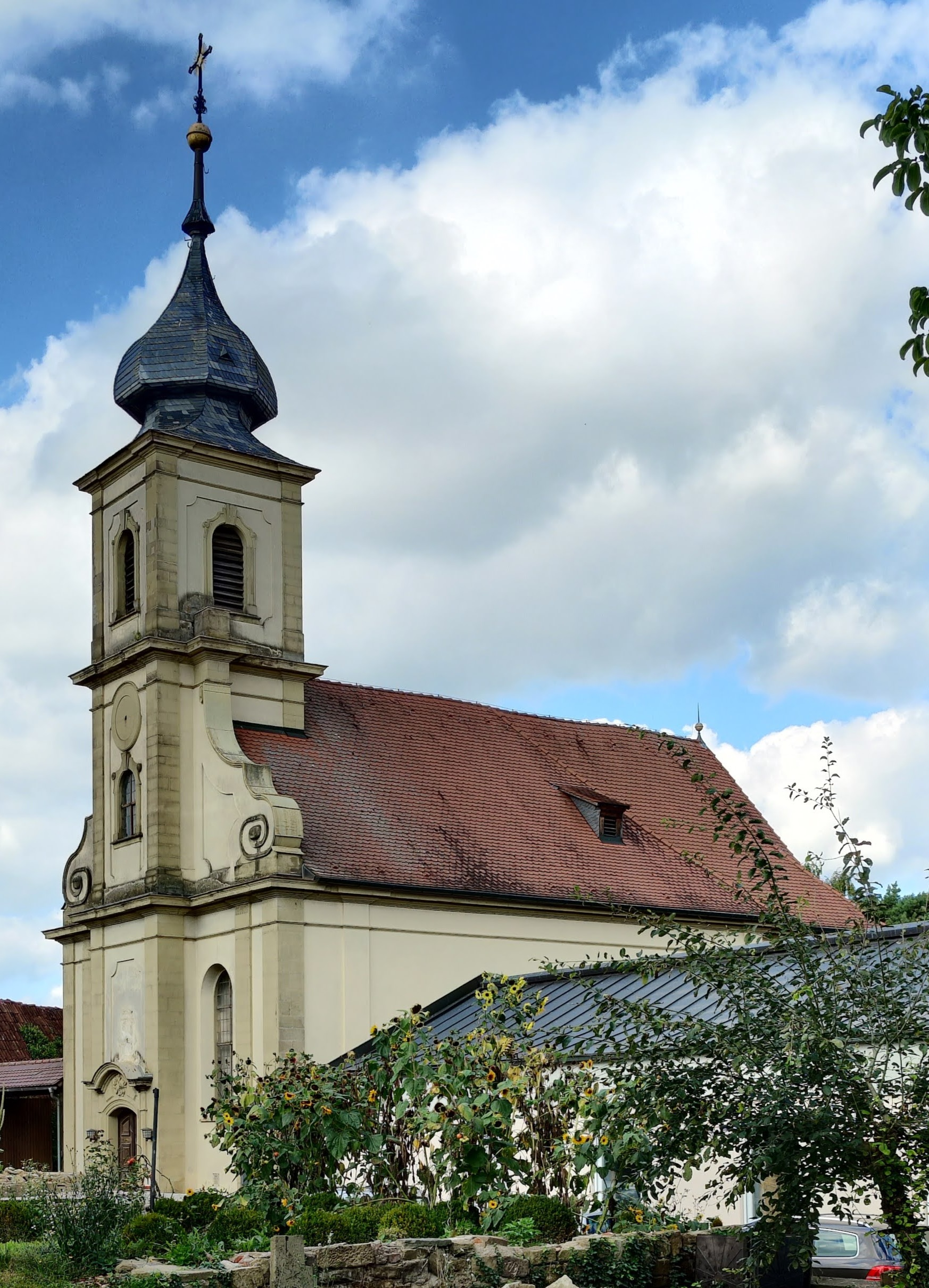
Alte Pfarrkirche St. Michael Euerbach

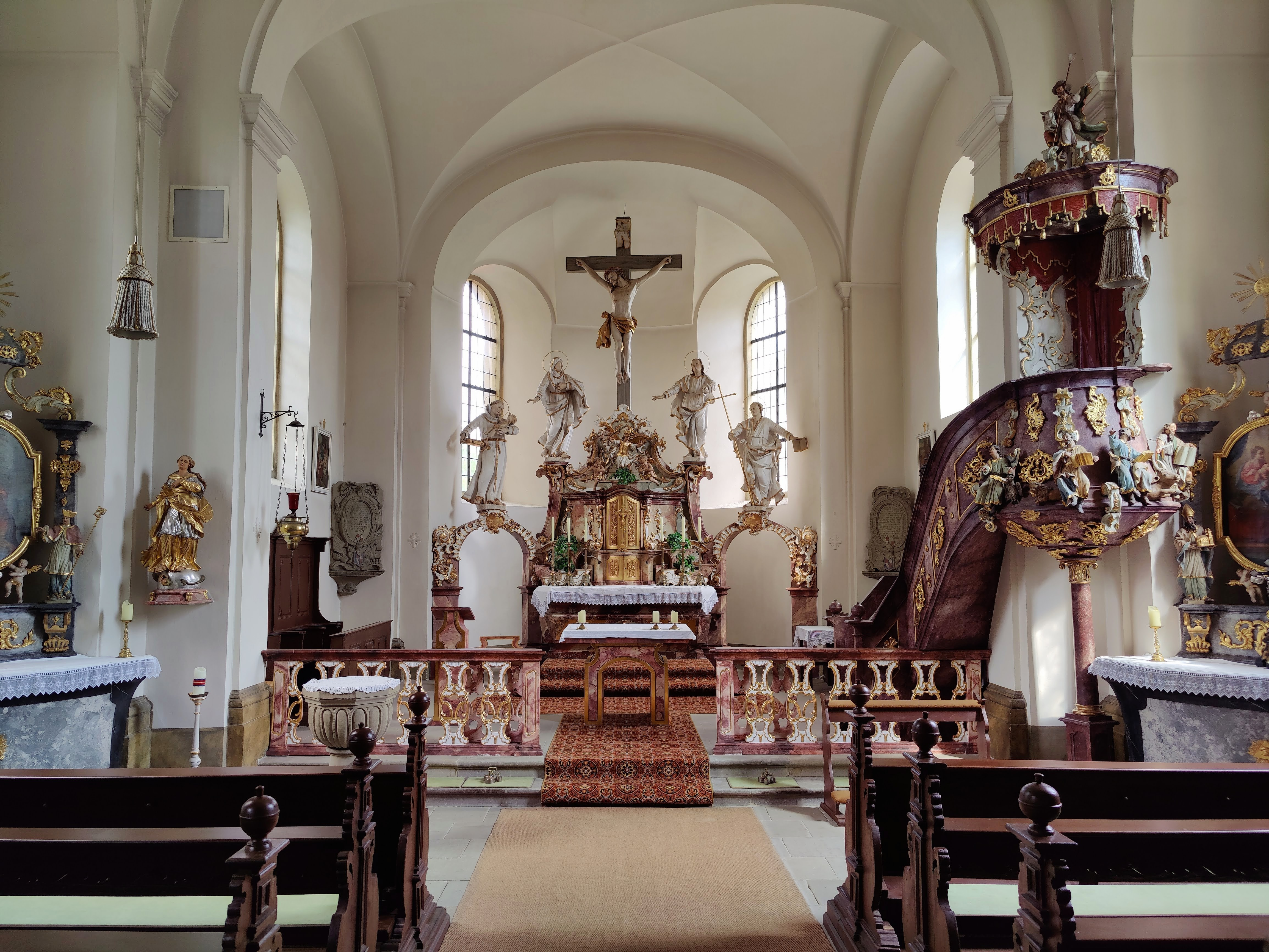
Innenraum (2021)

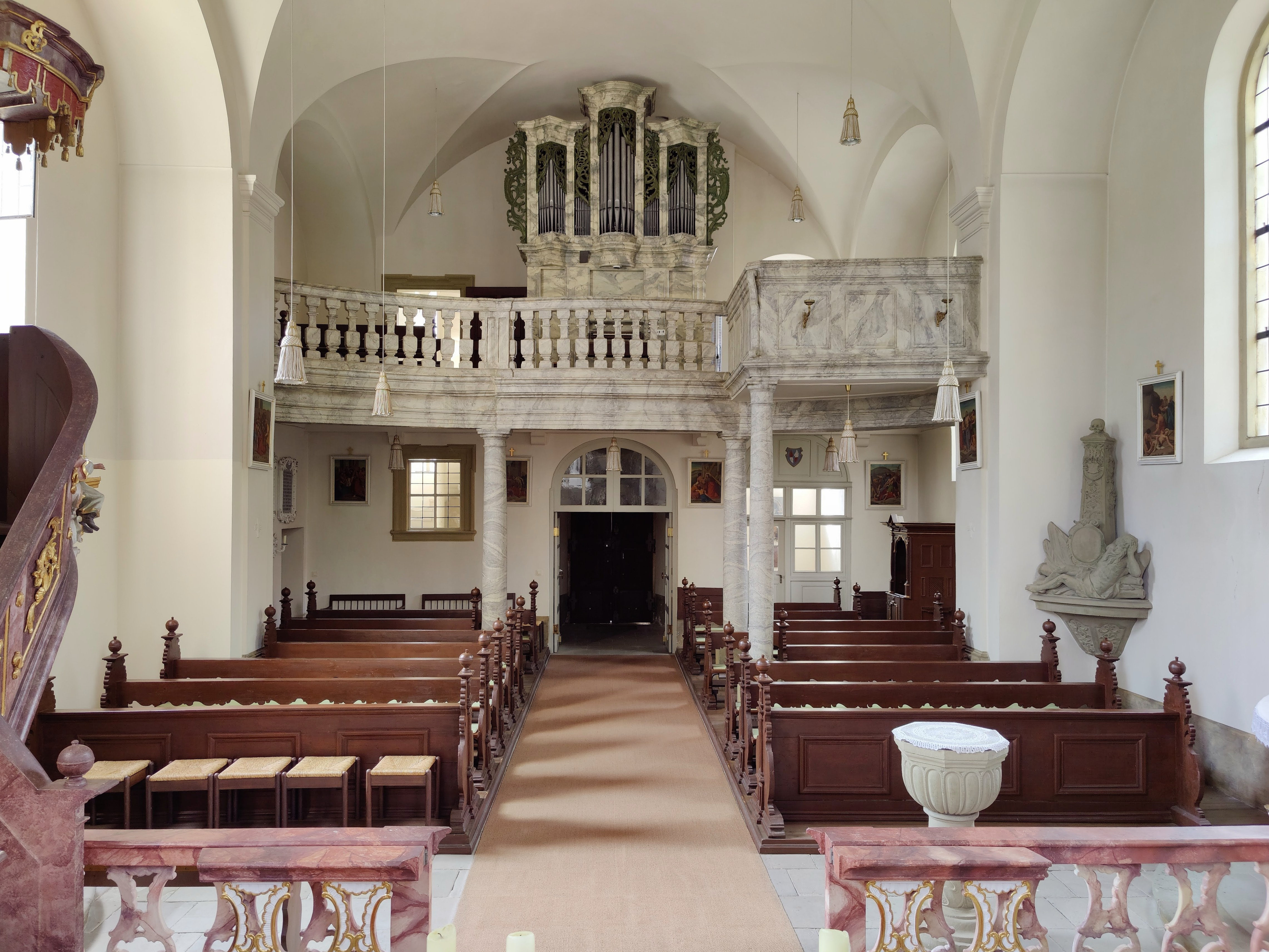
Innenraum, Blick zur Orgel

Die römisch-katholische Kirche St. Michael ist die Pfarrkirche von Euerbach im unterfränkischen Landkreis Schweinfurt. Sie gehört zu den Baudenkmälern von Euerbach und ist unter der Nummer D-6-78-128-10 in der Bayerischen Denkmalliste registriert.

## Geschichte
Bevor diese Kirche bestand, wurde seit dem Jahr 1711 die evangelisch-lutherische Kirche St. Cosmas und Damian als Simultankirche genutzt. Dadurch kam es immer wieder zu Streitigkeiten. Um diese zu beenden, beschlossen die Dorfherren von Münster den Bau einer katholischen Kirche als Schlosskirche und beauftragten den Architekten Balthasar Neumann. Nach seinen Plänen wurde die Kirche in den Jahren 1738 bis 1746 errichtet. Das obere Schloss besteht heute noch, während das untere Schloss 1968 abgerissen wurde. 1970 entstand, von der alten Kirche durch das Pfarrheim abgetrennt, ein neuer Kirchenbau.

## Beschreibung
Die Kirche ist im Stil des Rokoko ausgestattet. Der Hochaltar besteht aus einem Kruzifix über dem Tabernakel, flankiert von vier Heiligenfiguren. An den Seitenaltären sieht man Gemälde von Georg Sebastian Urlaub. An der Kanzel befinden sich Figuren der vier Evangelisten. Die Orgel wurde 1761 von Johann Philipp Seuffert erbaut. Das Werk hat 10 Register auf 1 Manual und Pedal.